# 富士五湖

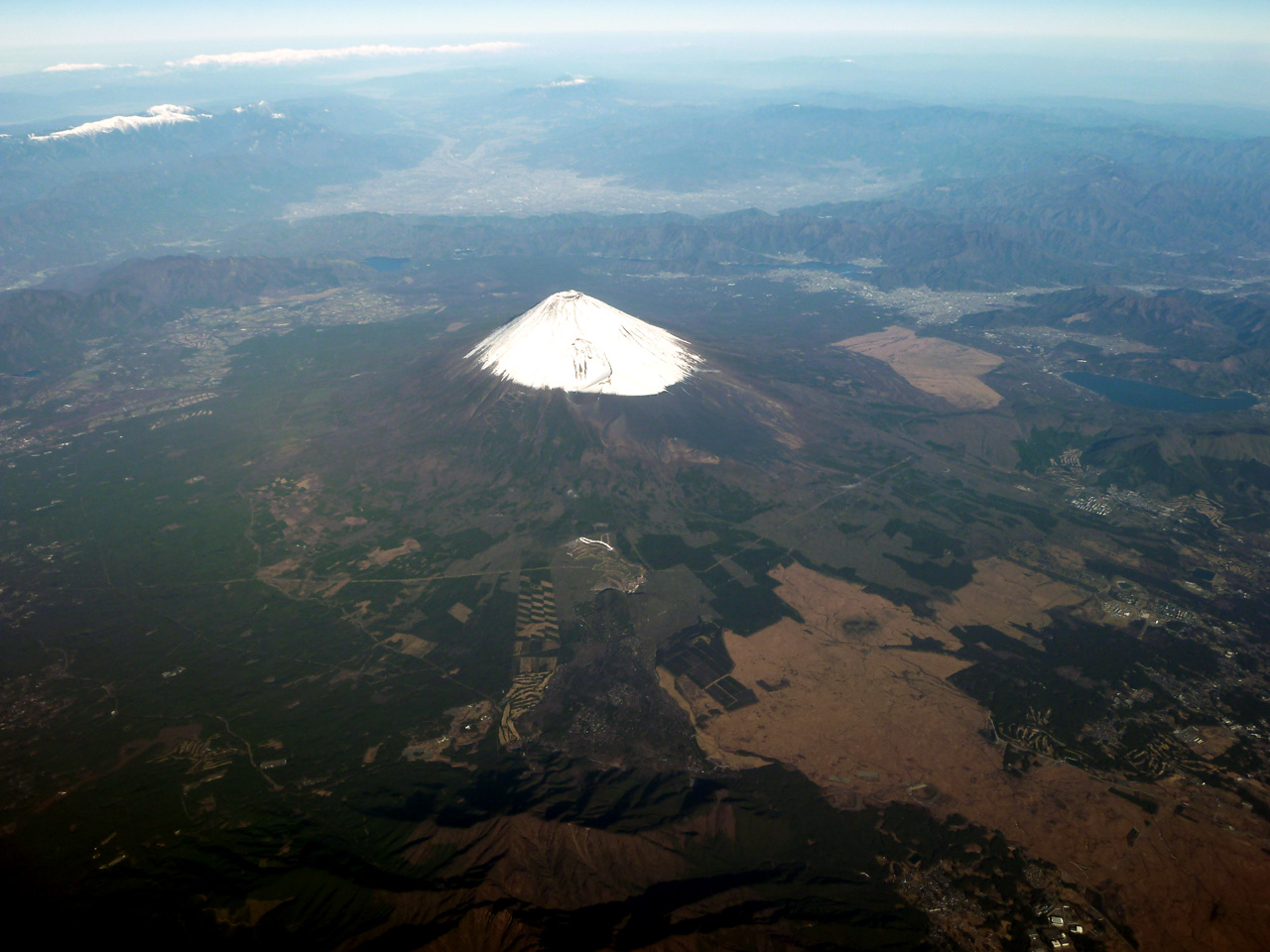
富士山と富士五湖

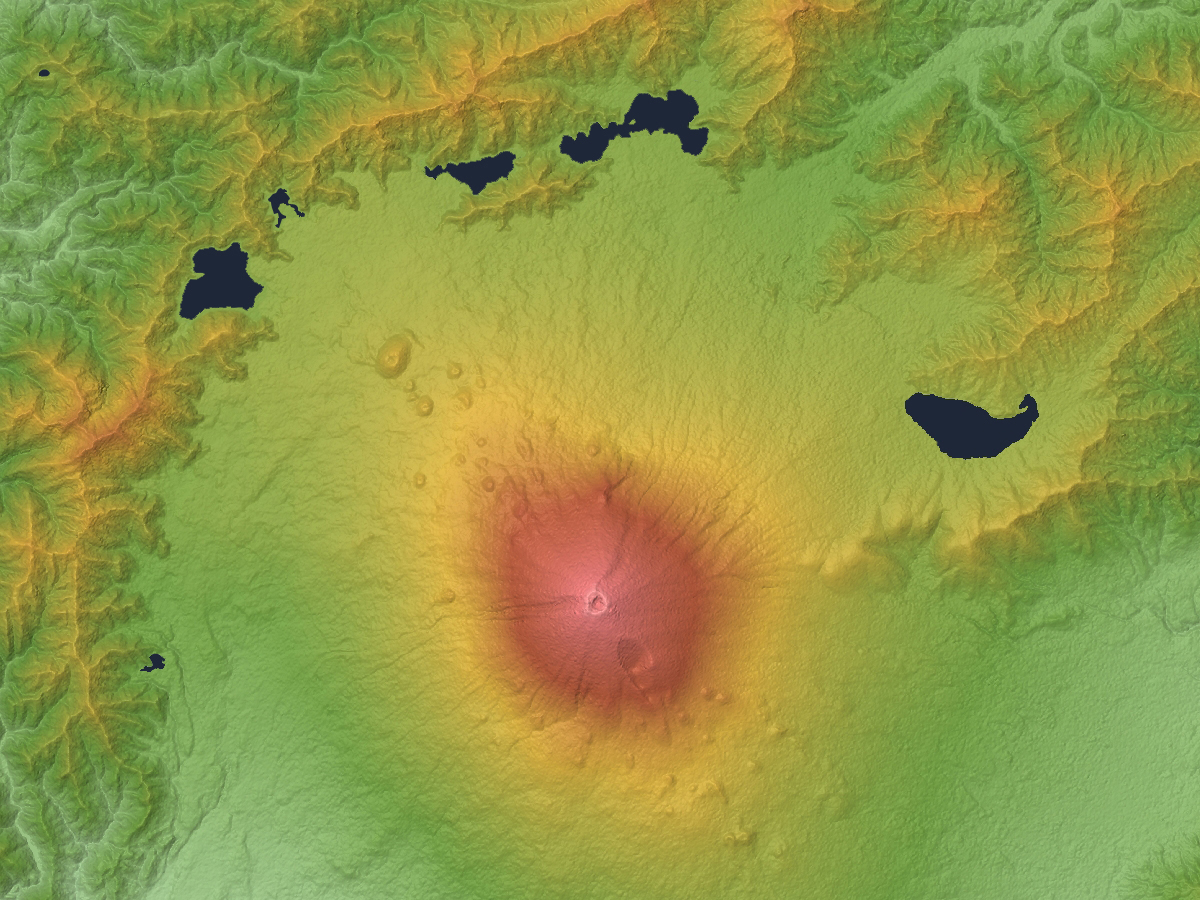
富士山と富士五湖周辺の地形図
左から本栖湖、精進湖、西湖、河口湖、山中湖である。
左端中段やや下の小さな湖は人造湖の田貫湖でこれは富士五湖ではない

富士五湖（ふじごこ）は、山梨県側の富士山麓に位置する5つの湖の総称。下記の5つの湖を指す。富士急行の創設者である堀内良平によって命名された。
- 本栖湖 〈もとすこ〉（富士河口湖町、身延町）
- 精進湖 〈しょうじこ〉（富士河口湖町）
- 西湖 〈さいこ〉（富士河口湖町）
- 河口湖 〈かわぐちこ〉（富士河口湖町）
- 山中湖 〈やまなかこ〉（山中湖村）

いずれも富士山の噴火による堰止湖で、富士箱根伊豆国立公園に指定されている。2011年（平成23年）9月21日に富士五湖の名称で5湖とも国の名勝に指定され、2013年6月22日には「富士山-信仰の対象と芸術の源泉」の一部として五湖すべてが世界文化遺産（日本の文化遺産としては13箇所目）に登録された。

## 地理

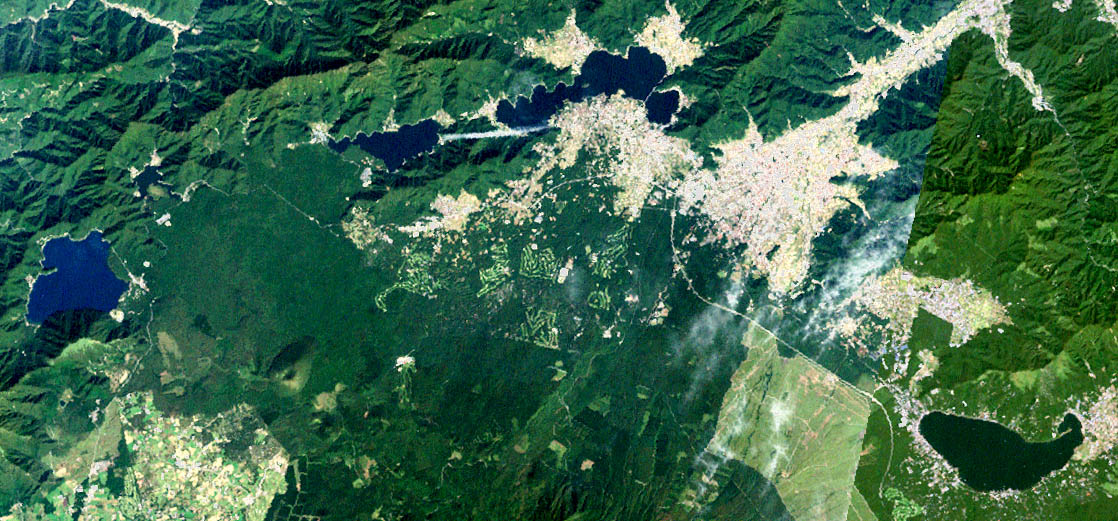
富士五湖のランドサット衛星写真。河口湖から山中湖にかけて街が発展しているのがわかる。

自然流出する河川を持つ湖は桂川（相模川）の源流である山中湖のみで、残る4湖は内陸湖である。ただし、水位調整や発電用として河口湖、西湖、本栖湖には、それぞれトンネルによる人工放水路が作られており、中でも河口湖からの放水路は古くから新倉掘抜として下流域に水利権があるため、河口湖は相模川水系の一級河川となっている。
残る西湖、精進湖、本栖湖の3湖およびそこへ流入する河川は二級河川であるが、内陸県に二級河川が存在するのは全国でも、山梨県のこの3湖だけである。西湖、精進湖、本栖湖は、かつては剗の海（せのうみ）という一つの大きな湖であり、水面の標高が連動しているため、地下で水脈を共有していると考えられている。
| 航空写真 | 湖名              | 面積     | 最大水深 | 周囲     | 水面の標高 | 貯水量      | 座標                               |
| -------- | ----------------- | -------- | -------- | -------- | ---------- | ----------- | ---------------------------------- |
| 01       | もとすこ 本栖湖   | 4.70 km2 | 121.6 m  | 11.82 km | 900 m      | 0.316 km3   | 北緯35度27分50秒 東経138度35分8秒  |
| 02       | しょうじこ 精進湖 | 0.50 km2 | 15.2 m   | 6.80 km  | 900 m      | 0.0035 km3  | 北緯35度29分27秒 東経138度36分30秒 |
| 03       | さいこ 西湖       | 2.10 km2 | 71.7 m   | 9.85 km  | 900 m      | 0.08085 km3 | 北緯35度29分53秒 東経138度41分11秒 |
| 04       | かわぐちこ 河口湖 | 5.70 km2 | 14.6 m   | 20.94 km | 830.5 m    | 0.053 km3   | 北緯35度31分4秒 東経138度45分22秒  |
| 05       | やまなかこ 山中湖 | 6.80 km2 | 13.3 m   | 13.87 km | 980.5 m    | 0.06392 km3 | 北緯35度25分0秒 東経138度52分30秒  |

- 航空写真の列のソートボタンで元の順序に戻る。

### 赤池・忍野八海
非常に雨が多く降った時には、最も湖水面積が狭い精進湖の南東に「赤池」という長円形の小さな池が稀に姿を現すことがあり、これを「富士六湖」「富士五湖の6番目」などと言う。ただし、大きさは他の湖よりずっと小さく直径50m程度である。近年では1998年、2004年、2011年などに見られた。
富士五湖に含まれない湧泉群の「忍野八海」は、元は山中湖とともに「宇津湖」という一つの湖であったものが、800年-802年（延暦19年-21年）の富士山延暦噴火により二つに分かれてできた「忍野湖」の名残であるとする俗説が流布しているが、学術上では宇津湖の存在は否定されている。

## 名前の由来
1927年（昭和2年）、東京日日、大阪毎日新聞（現毎日新聞）は、鉄道省後援で「日本新八景」選定のため国民の葉書投票を企画した。部門は湖沼・河川・温泉・山岳等八部門、富士北麓の各湖はそれぞれの名前で湖沼の部に投票をはじめていた。しかし、バラバラ投票では効果が上がらなかった。
江戸時代には富士講において現在の「富士五湖」に四尾連湖、明日見湖、泉津湖もしくは須戸湖を加えた「富士八海」の呼称は見られるが、「富士五湖」の呼称は見られない。「富士五湖」の呼称は、1977年（昭和52年）に富士急行から刊行された『富士山麓史』によれば「この時、堀内良平の胸にひらめいたのが『富士五湖』の名であった。（略）良平は新聞社に行き『富士五湖』の新名称で投票することの了解を取るとともに、自社の株主に一株一枚の投票を呼びかけた。締め切りまでに富士五湖に寄せられた票は360万票、湖沼の部日本一となったで
ある。審査の結果「富士五湖」は「日本二十五勝」に選定された。

## 世界遺産問題
富士山の世界遺産登録をめぐり、富士五湖を含めるかどうかについて、意見が分かれていた。
事の発端は、2006年に山梨県が「富士五湖を含めることで検討中」と発したところ、富士河口湖町と観光協会などが反発、これを受け、山梨県は一度は富士五湖を外すことになった。しかし、富士山が世界遺産暫定リストに登録された際、文化庁が「富士五湖を含めないと富士山として不完全」との見解を示したことから問題が再燃している。
富士河口湖町と観光協会が反対する理由として、富士五湖が世界遺産に含まれた場合、観光開発や富士五湖名物であるバスフィッシングやワカサギ釣りを含めた富士五湖の漁業が制限され、住民の生活に支障をきたすおそれがあるからである。
2011年、世界遺産登録の前提としての、五湖の文化財指定申請が行われた。
2013年6月22日には富士山の世界遺産登録が決定。河口湖と山中湖はそれぞれ個別の構成資産として、本栖湖、精進湖、西湖は「富士山域」という一つの構成資産の中の一部として五湖全てが世界遺産に登録された。